# Marian Soiński
Marian Józef Soiński (ur. 3 maja 1950) - profesor Politechniki Częstochowskiej.
Studiował na Wydziale Elektrycznym Politechniki Częstochowskiej, gdzie uzyskał tytuł magistra w roku 1973. Następnie podjął pracę w charakterze asystenta na Wydziale Elektrycznym Politechniki Częstochowskiej. W latach 1977–81 był słuchaczem stacjonarnego studium doktoranckiego w Instytucie Podstaw Elektrotechniki i Elektrotechnologii Politechniki Wrocławskiej. W roku 1979 ukończył studia na Wydziale Matematyki, Fizyki i Chemii Uniwersytetu Wrocławskiego o specjalności Matematyczne metody techniki. Pod kierunkiem profesora Zbigniewa Matheisela w roku 1981 uzyskał stopień doktora nauk technicznych (tytuł rozprawy Zależność pomiędzy anizotropią składowej prostopadłej magnetyzacji oraz anizotropią charakterystyki magnesowania, mocy magnesowania i stratności blachy elektrotechnicznej walcowanej na zimno). Od roku 1981 jest wykładowcą na Wydziale Elektrycznym Politechniki Częstochowskiej (Instytut Elektrotechniki).
W roku 1988 Rada Naukowa Instytutu Elektrotechniki nadała mu stopień doktora habilitowanego w dziedzinie materiałów magnetycznych (tytuł monografii: Anizotropowe właściwości wybranych materiałów magnetycznie miękkich).
W okresie 1989–1993 pracował w ośrodkach naukowych poza granicami kraju (m.in. Australia i Wielka Brytania).
Marian Soiński jest współautorem tomu VIII Handbook of Magnetic Materials (wydanego w 1995 r. przez North-Holland Elsevier), a także autorem lub współautorem ponad 120 prac i artykułów naukowych, jak również kilku patentów.
Od roku 1994 pracował na stanowisku profesora nadzwyczajnego na Politechnice Częstochowskiej. Oprócz pracy dydaktycznej i badawczej zajmuje się aktywnie wdrażaniem materiałów do praktyki przemysłowej.
Z jego inicjatywy 3 kwietnia 2001 roku powstał Polski Chapter Magnetics Society (w ramach IEEE), którego został pierwszym przewodniczącym.
W roku 2001 opublikował książkę Materiały magnetyczne w technice.
Był promotorem kilku przewodów doktorskich z dziedziny magnetyzmu. Jest również członkiem rady redakcyjnej najstarszego polskiego magazynu technicznego Przegląd Elektrotechniczny.

## Lista najważniejszych publikacji
- M. Soinski, A.J. Moses, Anisotropy in Iron-Based Soft Magnetic Materials, Handbook of Magnetic Materials, 8, 325-326, North-Holland Elsevier,1995, ISBN 0-444-81974-6
- M. Soiński, Materiały magnetyczne w technice, Biblioteka Centralnego Ośrodka Szkolenia i Wydawnictw SEP, 2001, ISBN 83-915103-5-2